# Ulf-Thomas Lesle
Ulf-Thomas Lesle (* 18. April 1947 in Cuxhaven; † 8. Februar 2023 in Friedrichstadt) war ein deutscher Philologe und Kulturwissenschaftler, Autor,  Publizist und Dramaturg.

## Leben und Werk
Ulf-Thomas Lesle studierte Germanistik, Volkskunde, Geschichte sowie Theaterwissenschaften und wurde 1986 an der Universität Hamburg zum Dr. phil. promoviert.
Von 1981 bis 1987 wirkte Lesle als erster Dramaturg für plattdeutsches Schauspiel am Hamburger Ohnsorg-Theater. Mit Übersetzungen (u. a. Ludvig Holberg, Henrik Ibsen) und Bearbeitungen von Volksstücken (u. a. Wolfgang Kohlhaase, Fitzgerald Kusz) setzte er unter der Intendanz von Konrad Hansen künstlerische Maßstäbe.

Von 1996 bis 2012 war Lesle Geschäftsführer am Institut für niederdeutsche Sprache Bremen sowie Dozent am Fachbereich Sprach- und Literaturwissenschaften der Universität Bremen.
Lesle kennzeichnete das Niederdeutsche als einen Dialekt-Verbund, der von der hochdeutschen Standardsprache überdacht wird – die plattdeutschen Mundarten sind mit dem Standarddeutschen strukturell „nahezu identisch“. Weil die plattdeutschen Dialekte heute weder über Eigensprachlichkeit verfügen noch einen historisch gewachsenen, einheitlichen Kulturraum bilden, kritisierte Lesle ihre Instrumentalisierung als identitätspolitische Ressource.
Lesle plädierte „eindringlich für eine kulturwissenschaftliche Öffnung“ des akademischen Faches Niederdeutsch, damit das Bezugssystem von Werten, Normen und Verhaltensweisen im Umgang mit dem Plattdeutschen sachgerecht analysiert wird.
Forschungsschwerpunkte Lesles bildeten die Niederdeutsche Bewegung, ihre politische Ideen- und Mentalitätsgeschichte sowie die Landschafts- und Kulturgeschichte Norddeutschlands.

## Publikationen (Auswahl)
- Schwank. In: G. Cordes/D. Möhn (Hrsg.): Handbuch zur niederdeutschen Sprach- und Literaturwissenschaft. Berlin 1983, S. 508–535.
- 80 Jahre Ohnsorg-Theater oder der mühsame Versuch, plattdeutsches Theater ernst zu nehmen. In: TheaterZeitSchrift 1983, H. 8, S. 104–111.
- Das niederdeutsche Theater. Von „völkischer Not“ zum Literaturtrost. Hamburg 1986. (Hamburg, Universität, Dissertation 1986).
- als Hrsg. mit U. Jarnach: Albert Hotopp. Fischkutter H. F. 13. Hamburg 1986.
- Hamburg als "Mittelpunkt und Kraftquelle". Die "niederdeutsche Bewegung", ihre Voraussetzungen und Verbindungen. In: I. Stephan/H.- G. Winter (Hrsg.): "Liebe, die im Abgrund Anker wirft". Autoren und literarisches Feld im Hamburg des 20. Jahrhunderts. Berlin, Hamburg 1990, S. 69–82.
- Ludolf Wienbarg: Flüchtling. Eine deutsche Biographie. In: I. Stephan/H.-G. Winter (Hrsg.): "Heil über dir Hammonia". Hamburg im 19. Jahrhundert. Hamburg 1992, S. 109–126.
- "Geh doch nach drüben". Die DDR (fast) von außen betrachtet. In: R. Herrmann-Winter (Hrsg.): Heimatsprache zwischen Ausgrenzung und ideologischer Einbindung. Frankfurt am Main 1998, S. 67–76.
- Das Niederdeutsche und die norddeutsche Bühnenbewegung. In: Regionaler Fundamentalismus? Geschichte der Heimatbewegung in Stadt und Land Oldenburg. Oldenburg 1999, S. 198–217.
- Bestseller des Bürgertums und Kursbuch der Plattdeutschen. "Rembrandt als Erzieher" von August Julius Langbehn. In: Kieler Blätter zur Volkskunde 32 (2000), S. 51–83.
- Plattdeutsch zwischen gestern und morgen: Geschichtsbeschleunigung und die Suche nach der identitas. In: R. Peters/H. P. Pütz/U. Weber (Hrsg.): Vulpis Adolatio. Fs. für H. Menke zum 60. Geburtstag. Heidelberg 2001, S. 429–449.
- Imaginierte Gemeinschaft: niederdeutsche Identitätskonstruktionen. In: F. W. Michelsen et al. (Hrsg.): Dat 's ditmal allens, wat ik weten do, op 'anner Mal mehr. Fs. 100 Jahre Quickborn. Hamburg 2004, S. 387–404.
- Regionale Geschichtsbilder: Klaus Groth und das Plattdeutsche. In: A. Betz/R. Faber (Hrsg.): Kultur, Literatur und Wissenschaft in Deutschland und Frankreich. Würzburg 2004, S. 175–183.
- Alfred Toepfer. Kaufmann und Mäzen. In: Zukunft, Heimat, Niedersachsen. Fs. 100 Jahre Niedersächsischer Heimatbund. Delmenhorst 2005, 143–158.
- als Hrsg. mit R. Goltz: Dat Land so free un wiet. Von Lüttenheid bis Apfelbaumchaussee. 150 Jahre niederdeutsche Literatur. Hamburg 2006.
- Johann Diedrich Bellmanns Dialogerzählung "Lüttjepütt" und die Konstruktion des Heimatlichen. In: W. Müns (Hrsg.): Ehren Namen hefft se van dem schonen Springe, de to Suden daran Dach un Nacht lopt, wo hart it frust. Fs. 100 Jahre Quickborn. Hamburg 2007, S. 452–469.
- als Hrsg.: Kulturraum und Sprachbilder. Plattdeutsch gestern und morgen. Bremen 2007.
- Cuxhaven. Stadt achter 'n Diek. Küstenlandschaft, Deichbau und ein großer Fluss im Wandel der Zeit. Co-Autor: N. Schumann. 1. Aufl. Cuxhaven 2013.
- Das Eigene und das Fremde. Der "Fall des Niederdeutschen". In: Zs. für Religions- und Geistesgeschichte 66/1 (2014), S. 32–55.
- Identitätsprojekt Niederdeutsch. Die Definition von Sprache als Politikum. In: R. Langhanke (Hrsg.): Sprache, Literatur, Raum. Fs. für W. Diercks. Bielefeld 2015, S. 693–741.
- mit Karl Heinz Roth: Völkische Netzwerke: Alfred Toepfer und das Stiftungsunternehmen ACT/F.V.S. Eine Forschungsbilanz. In: Zs. für Geschichtswissenschaft Jg. 63 (2016) H. 3, S. 213–234.
- Niederdeutsche Bewegung. In: Michael Fahlbusch, Ingo Haar, Alexander Pinwinkler (Hrsg.): Handbuch der völkischen Wissenschaften. 2. vollst. überarb. und erw. Aufl. Berlin 2017, S. 1532–1542.
- Germanistik und Niederdeutsch. Liaison im Schatten eines Essentialismus. In: Michael Fahlbusch, Ingo Haar, Anja Lobenstein-Reichmann, Julien Reitzenstein (Hrsg.): Völkische Wissenschaften: Ursprünge, Ideologien und Nachwirkungen. Berlin/Boston 2020, S. 79–101.